# Gilbert Duprez
Gilbert-Louis Duprez (París, 6 de diciembre de 1806 - Poissy, 23 de septiembre de 1896) fue un tenor francés, profesor de canto y compositor que se hizo famoso por alcanzar un do5 con voz de pecho. Estrenó el papel de Edgardo en la ópera Lucia di Lammermoor en 1835.

## Biografía
Duprez estudió canto, teoría de música y composición con Alexandre-Étienne Choron e hizo su presentación operística en el Teatro de l'Odéon de París en 1825 como el Conde Almaviva en El Barbero de Sevilla de Gioachino Rossini. Trabajó en ese teatro sin mucho éxito hasta 1828, cuando decidió probar suerte en Italia. Allí, la ópera era activa y desarrollada. Como resultado, Duprez pudo sumergirse en el trabajo, empezando como tenor rossiniano en papeles como Idreno en Semiramide y Rodrigo en Otello, ambas de Rossini. Apareció, también, como Gualtiero en Il pirata de Vincenzo Bellini. Este último papel fue su primer éxito indiscutido, probablemente porque no estaba cargado de pasajes de coloratura elaborada, que no eran considerados su fuerte como vocalista. 
En 1831, en Lucca, Duprez formó parte de la primera representación italiana de Guillermo Tell, cantando por primera vez (en un teatro de ópera) un do5, no en el llamado registro falsettone, sino con una voz llena, a menudo descrita como "de pecho". Su carrera italiana entonces continuó en un curso de mucho éxito. Realizó, entre otros, dos estrenos de óperas de Gaetano Donizetti: Parisina (en el papel de Ugo) en Florencia en 1832 y Lucia di Lammermoor (en el papel de Edgardo) en Nápoles en 1835.
Después de cantar en Londres en el Teatro Drury Lane entre 1843 y 1844, Duprez comenzó a recortar sus apariciones públicas. La última fue en 1851 en Lucia di Lammermoor en el Théâtre de la comédie italienne de París. Posteriormente se dedicó a la enseñanza, primero en el Conservatorio de París y luego en forma particular. 
En su libro de 1880 Souvenir d'un chanteur, Duprez, amigo íntimo de Donizetti, relató en profundos términos los reveses y las obstrucciones amargas que el compositor de Bérgamo había sufrido en el mundo teatral.

## Trabajos musicales
- La Cabane du pechêur, Ópera Buffa (Libreto: Edmond Duprez), 1826
- Le Songe du Comte Egmont, Escena Lírica (Libreto: Edmond Duprez), 1842
- La Lettre au bon Dieu, Ópera Buffa (Libreto: Eugène Scribe), 1853
- Jéliotte o Un Passe-temps de duchesse, Opereta, 1854
- Samson, Opereta (Libreto de Edmond Duprez), 1857
- Amélina, 1860
- La pazzia della regina, 1877
- Tariotti
- Zephora

## Trabajos escritos
- L'art du chant - 1845
- Souvenirs d'un chanteur - 1880
- La mélodie: études complèmentaires - 1888
- Récréations de mon grand áge - 2 volúmenes